# Robert Müller Fair Play Trophy

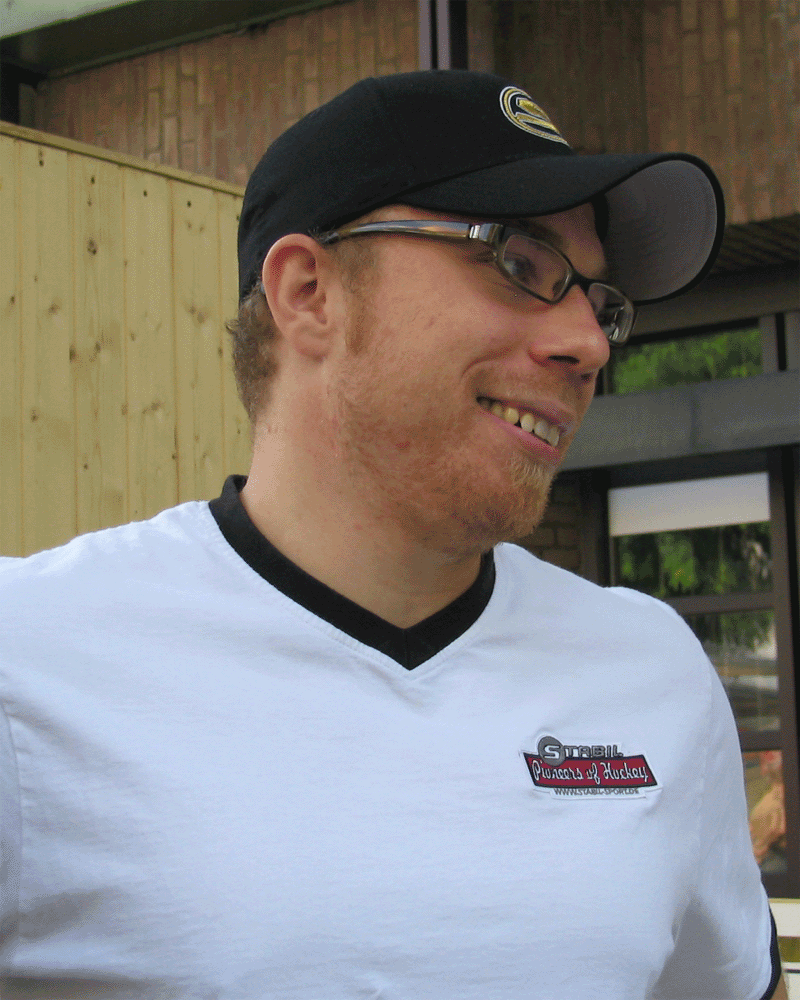
Der Namensgeber Robert Müller

Die Robert Müller Fair Play Trophy (bis 2009 WestLB Fair Play Trophy) ist eine Eishockey-Auszeichnung, die seit 2007 jährlich von der Deutschen Eishockey Liga und der WestLB an die fairste Mannschaft einer DEL-Saison verliehen wird. Seit Beginn der Saison 2009/10 trägt sie in Gedenken an den verstorbenen Nationaltorhüter Robert Müller ihren Namen. Mit der Auszeichnung ist eine Prämie in Höhe von 10.000 Euro verbunden, die vom jeweiligen Sieger für die Nachwuchsarbeit verwendet werden soll.

## Berechnung
Um das fairste Team der Saison zu küren, werden die durchschnittlichen Strafminuten der Vereine während der Saison in Punkte umgewandelt. Jedes Spiel Sperre, das von der Ligagesellschaft gegen einen Spieler ausgesprochen wird, wird mit einem zusätzlichen Punkt bewertet und zu den durchschnittlichen Strafminuten addiert. Automatische Sperren nach Spieldauerdisziplinarstrafen oder der dritten Disziplinarstrafe ergeben keine Zusatzpunkte. Der Verein, der zum Abschluss der Saison die wenigsten Strafpunkte hat, erhält die Robert Müller Fair Play Trophy.

Das Logo des ehemaligen Hauptsponsors WestLB

## Preisträger
| Saison  | Team                    | Ø Strafen | Sperren | Punkte |
| ------- | ----------------------- | --------- | ------- | ------ |
| 2006/07 | Krefeld Pinguine        | 17,83     | 1       | 18,83  |
| 2007/08 | Grizzly Adams Wolfsburg | 17,27     | 0       | 17,27  |
| 2008/09 | Grizzly Adams Wolfsburg | 15,42     | 2       | 17,42  |
| 2009/10 | Grizzly Adams Wolfsburg | 13,27     | 0       | 13,27  |
| 2010/11 | Hannover Scorpions      | 13,65     | 0       | 13,65  |
| 2011/12 | EHC München             | 12,54     | 0       | 12,54  |
| 2012/13 | Krefeld Pinguine        | 14,35     | 0       | 14,35  |
| 2013/14 | Adler Mannheim          | 12,69     | 0       | 12,69  |
| 2014/15 | ERC Ingolstadt          | 14,67     | 1       | 15,67  |
| 2015/16 | Eisbären Berlin         | 13,46     | 1       | 14,46  |
| 2016/17 | Schwenninger Wild Wings | 10,73     | 0       | 10,73  |
| 2017/18 | Schwenninger Wild Wings | 08,00     | 0       | 08,00  |
| 2018/19 | Düsseldorfer EG         | 09,35     | 0       | 09,35  |
| 2019/20 | Düsseldorfer EG         | 08,92     | 0       | 08,92  |
| 2020/21 | Grizzlys Wolfsburg      | -         | -       | -      |
| 2021/22 | Krefeld Pinguine        | 06,84     | 0       | 06,84  |